# Salicaire commune
Lythrum salicaria
Espèce
Synonymes
- L. s. var. gracilior Turcz.
- L. s. var. tomentosum (P. Mill.) DC.
- L. s. var. vulgare DC.

Statut de conservation UICN

 LC  : Préoccupation mineure
 Monde, Europe, France 
La Salicaire commune (Lythrum salicaria) est une espèce de plantes à fleurs de la famille des Lythraceae très répandue dans presque toute l'Europe, à proximité des cours d'eau où elle forme de longues inflorescences rose pourpré semblables à des épis et facilement reconnaissables. Elle est aujourd'hui considérée comme une plante invasive dans de nombreuses régions du monde où elle a été importée.

## Nomenclature, étymologie
La première description est due à Carl Linné sous le nom de Lythrum salicaria, publiée en 1753, dans Species Plantarum 1: 446 . Il renvoie à Lysimachia spicata purpurea, Bauh. pin., c’est-à-dire Caspar Bauhin (1560-1624), Pinax Theatri Botanici, une œuvre significative dans la classification des plantes, faite par un botaniste pré-linnéen suisse.
À l’époque de Bauhin, les classifications botaniques se faisaient surtout par ressemblance visuelle (habitus) et avec des genres larges regroupant plusieurs types morphologiques. Linné a choisi de resserrer les groupements végétaux et a placé l’espèce dans le genre Lythrum défini implicitement par des caractères floraux plus précis, notamment le type d’ovaire et de calice. Mais Linné, prudent, se garde de donner explicitement la liste des caractères floraux retenus, et préfère donner une première liste de plantes appartenant au genre.
Le terme de Lythrum est mentionné en grec dans Dioscoride (Ier siècle) sous la forme λύθρον – luthron, au livre IV, chapitre 122, mais ses descriptions botaniques ne sont pas précises et ne permettent pas d’établir avec sureté l’espèce, il s'intéresse principalement aux propriétés pharmacologiques. Linné a choisi ce nom de Dioscoride pour une plante que les botanistes pré-linnéens classaient dans les Lysimachia. Il a choisi de l’écrire Lythrum, comme s’il venait du grec λύθρον - luthron, « sang impur », peut-être par allusion à ses fleurs violacées. Il existe aussi en grec un λύτρον – lutron, « moyen de délivrance, rançon », qui n’a rien à voir.
L’épithète spécifique salicaria dérive du latin salix, génitif salicis, « saule », car les feuilles ressemblent à celles du saule.
Autres noms populaires : Salicaire officinale, Herbe aux coliques, Lysimaque rouge.

## Description

### Appareil végétatif
C'est une plante herbacée vivace assez haute, dépassant souvent un mètre. La tige, velue, de couleur brun rougeâtre, porte quatre lignes longitudinales saillantes. Feuilles le plus souvent opposées, les supérieures sessiles, assez étroites et lancéolées.

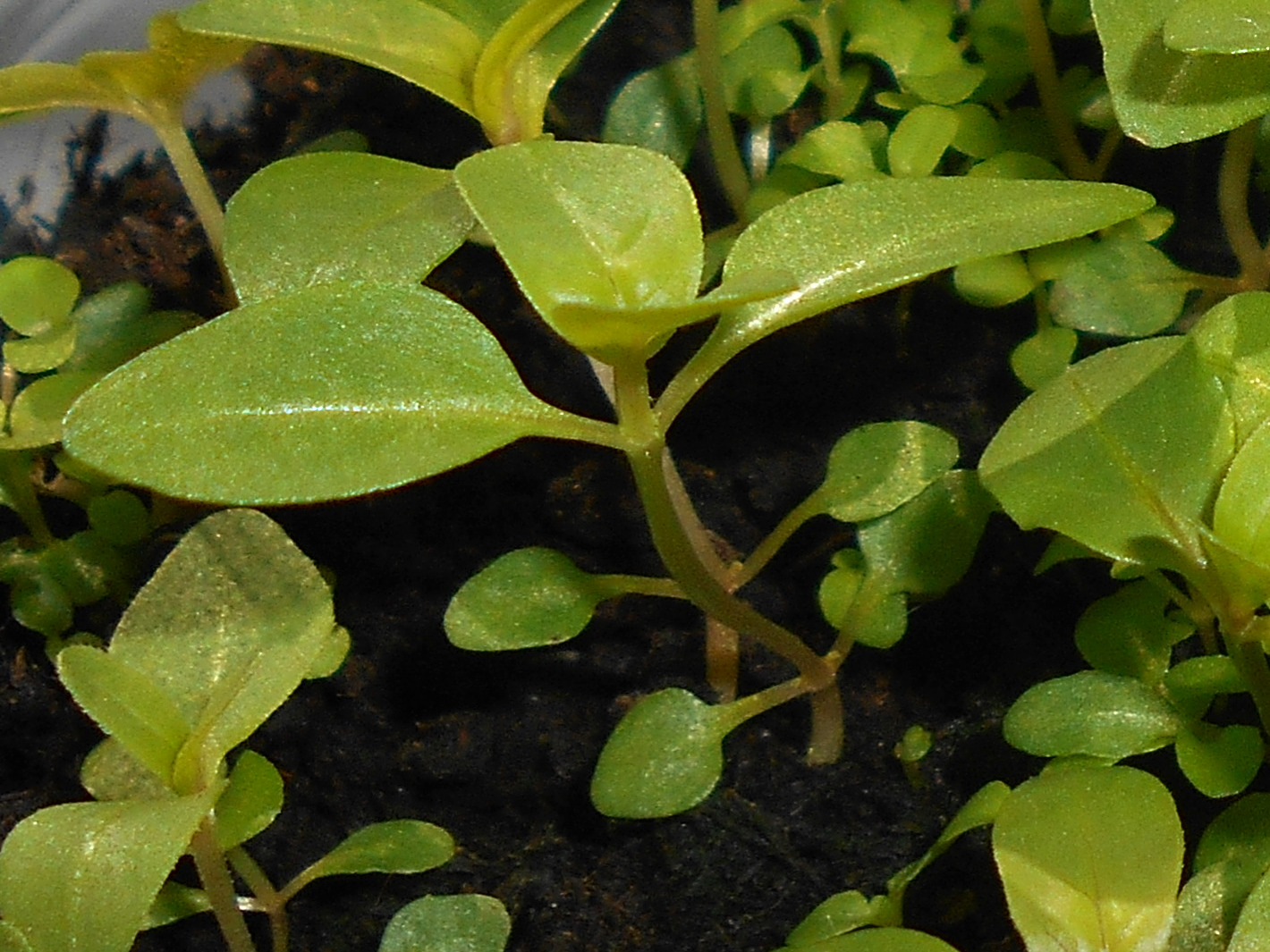
Jeune plant.
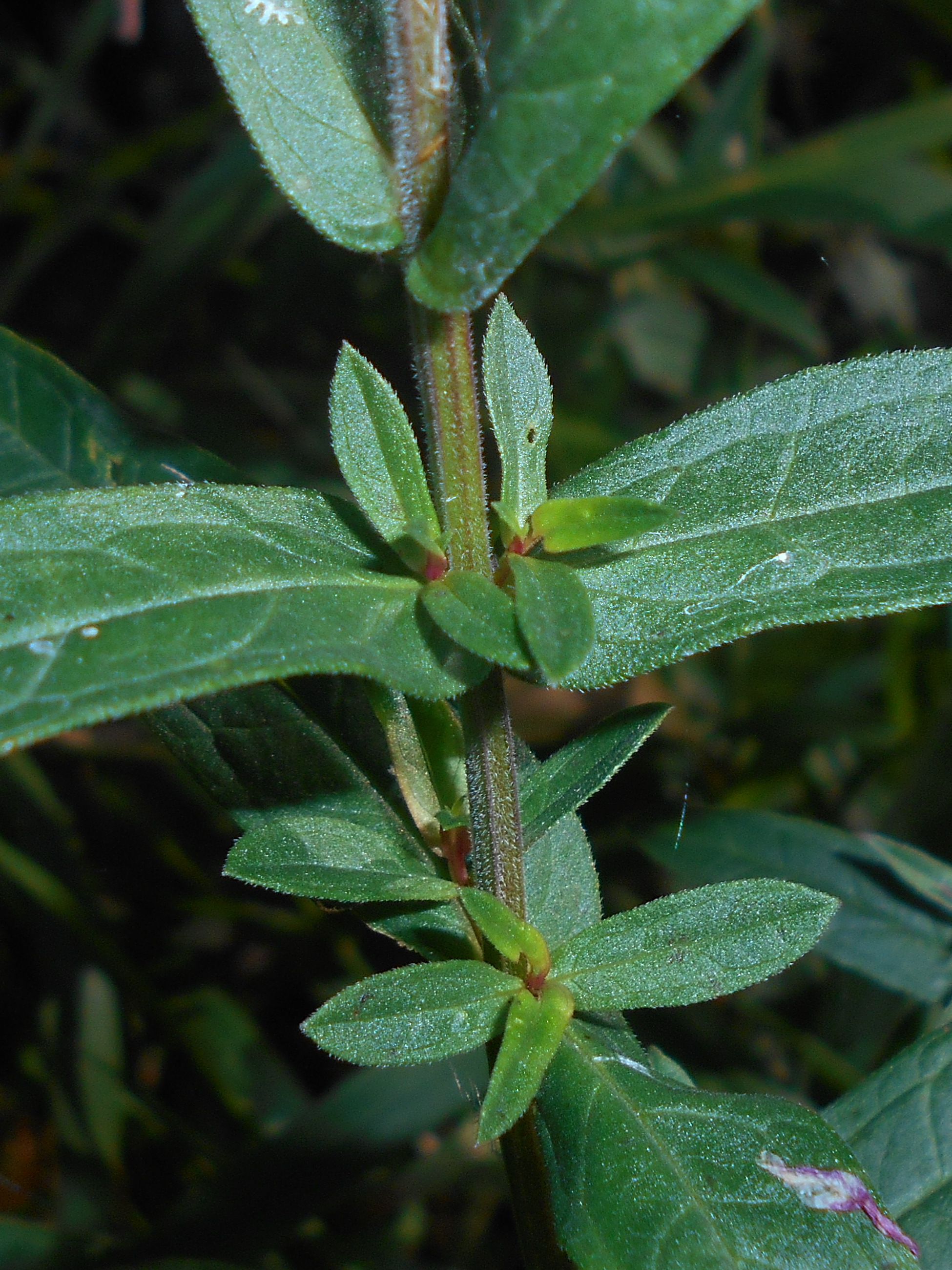
Tige avec feuilles.
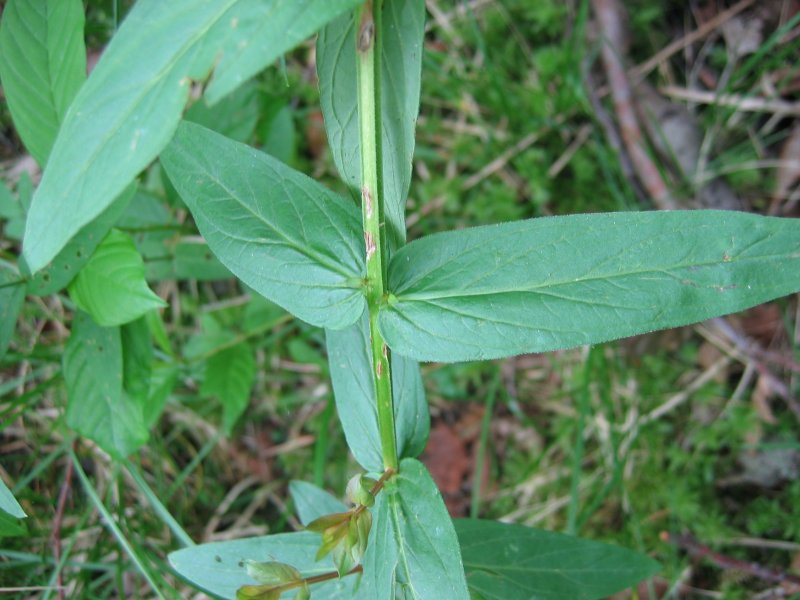
Feuilles.

### Appareil reproducteur
L'inflorescence est une sorte d'épi formé d'une succession de glomérules (fleurs sessiles insérées au même niveau sur la tige). La floraison a lieu tout l'été, à partir de juin. Les fleurs sont hermaphrodites à corolle formée de six pétales libres rose pourpré à aspect un peu froissé. Le calice et la corolle sont soudés à leurs bases pour former un tube floral (aussi appelé hypanthium). Douze étamines en deux verticilles de six. Ovaire supère. Style dépassant ou non les étamines, terminé par un stigmate en forme de tête de clou.
La salicaire est une espèce tristyle. Dans ce cas particulier d'hétérostylie chaque plante individuelle possède des fleurs d'un type, parmi trois, classifié selon la taille du style qui peut être courte, moyenne ou longue. Celles à style court ont des étamines moyennes et longues, celles à style moyen ont des étamines courtes et longues et celles à style long ont des étamines moyennes à courtes.
Le fruit est une capsule. La dispersion des graines se fait souvent par l'intermédiaire de l'eau (dissémination hydrochore). Chaque plant peut produire jusqu'à 2,7 millions de graines (ce qui explique son potentiel d'invasivité).
La banque de graines de cette espèce a été étudiée dans des zones humides du centre du continent nord-américain par Welling C.H & Becker R.L (1990) afin de mieux comprendre comment l'espèce est devenue invasive en Amérique du Nord. Elle est importante (jusqu'à 410 000 graines par m2 dans les cinq premiers centimètres du sol dans les zones étudiées ; 37 % étant dans ces mêmes sites retrouvés à moins de 2 cm de profondeur.
Même dans un contexte favorisant la bonne germination, la banque de graine n'a pas été épuisée (dans une couche d'un centimètre de sol humide expérimentalement sélectionnés). Pour bien germer et lever, les graines doivent être en surface ou très près de la surface du sol : la levée de graines enfouies expérimentalement a diminué linéairement, passant de 90 % en surface du sol à 0 % à seulement 2 cm de profondeur.

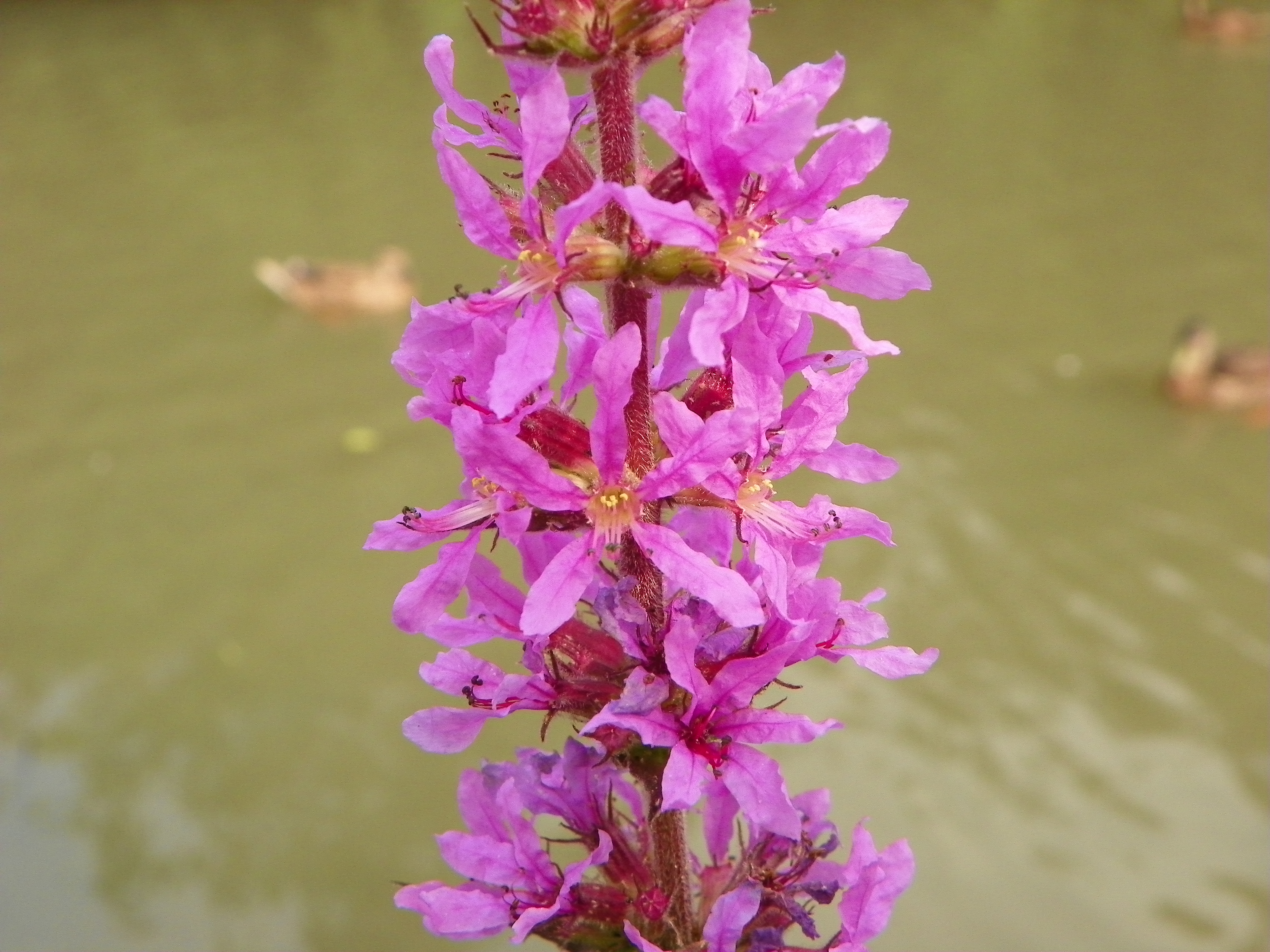
Inflorescence.
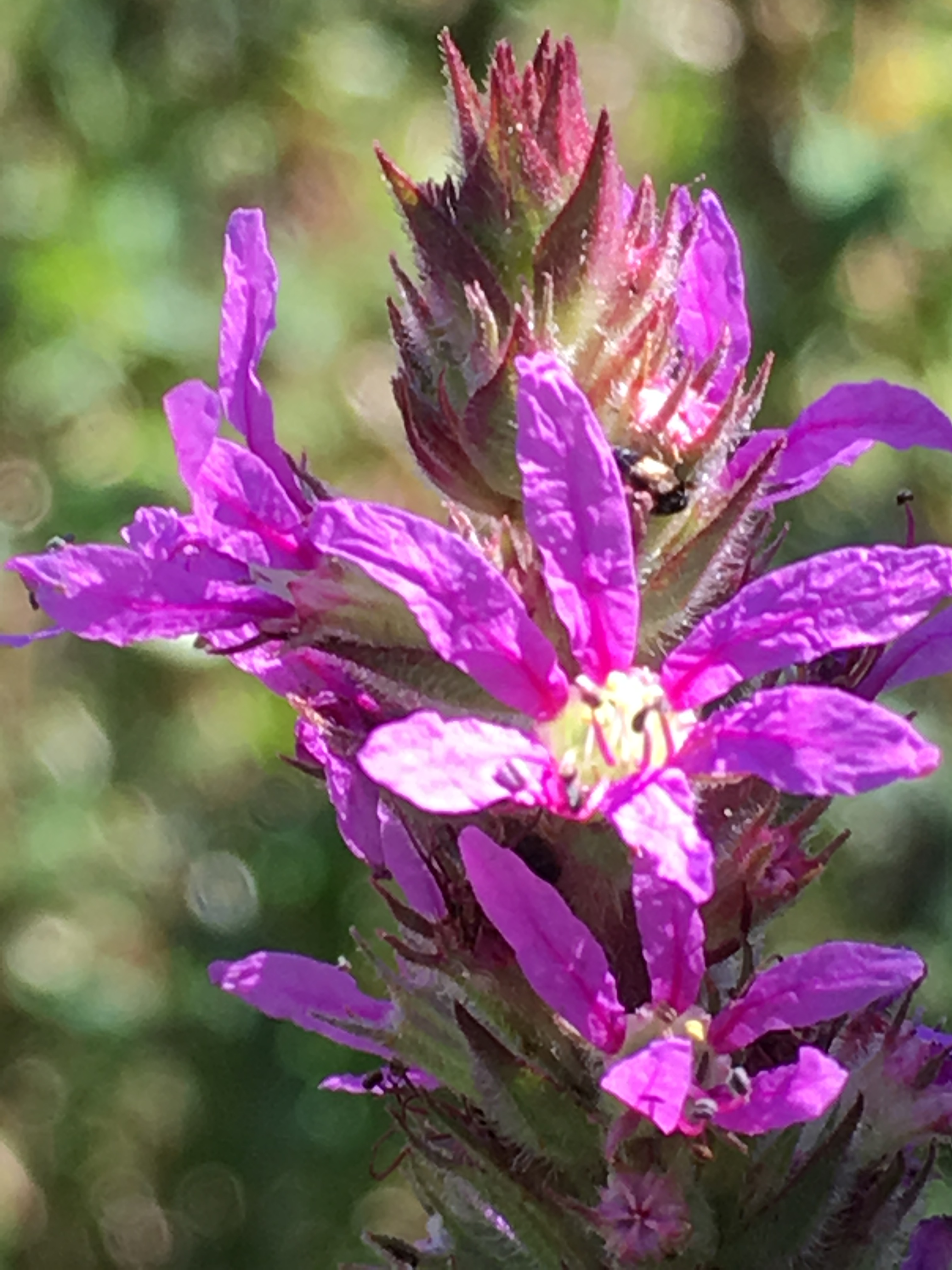
Fleur.
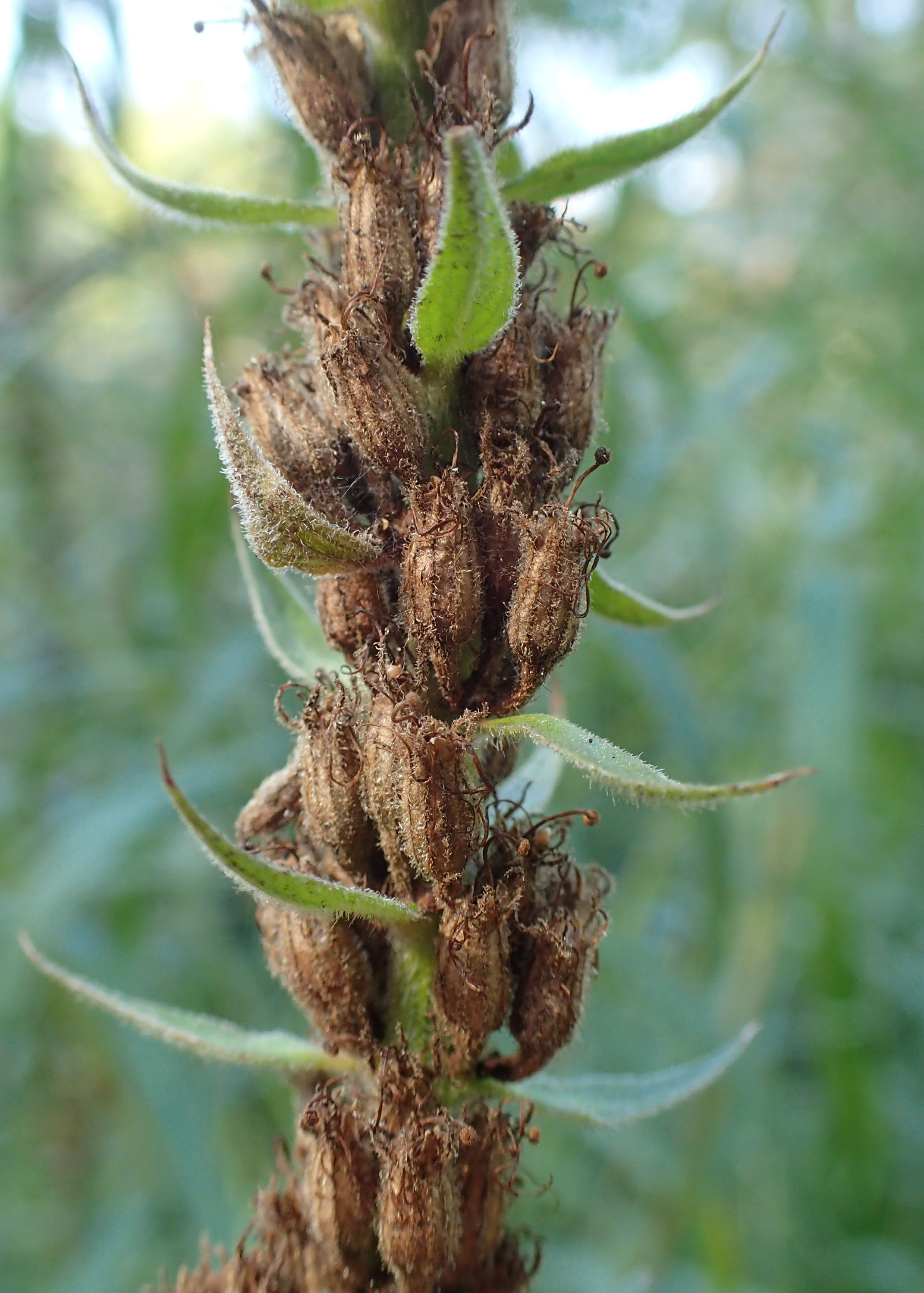
Fruits.

## Écologie
Elle apprécie notamment les bords des rivières et fossés en eau ou des canaux de drainage ou d'arrosage, où elle forme des touffes abondantes. On la trouve aussi dans les prairies hygrophiles, mégaphorbiaies et pannes et dépressions dunaires eutrophes.

### Habitat

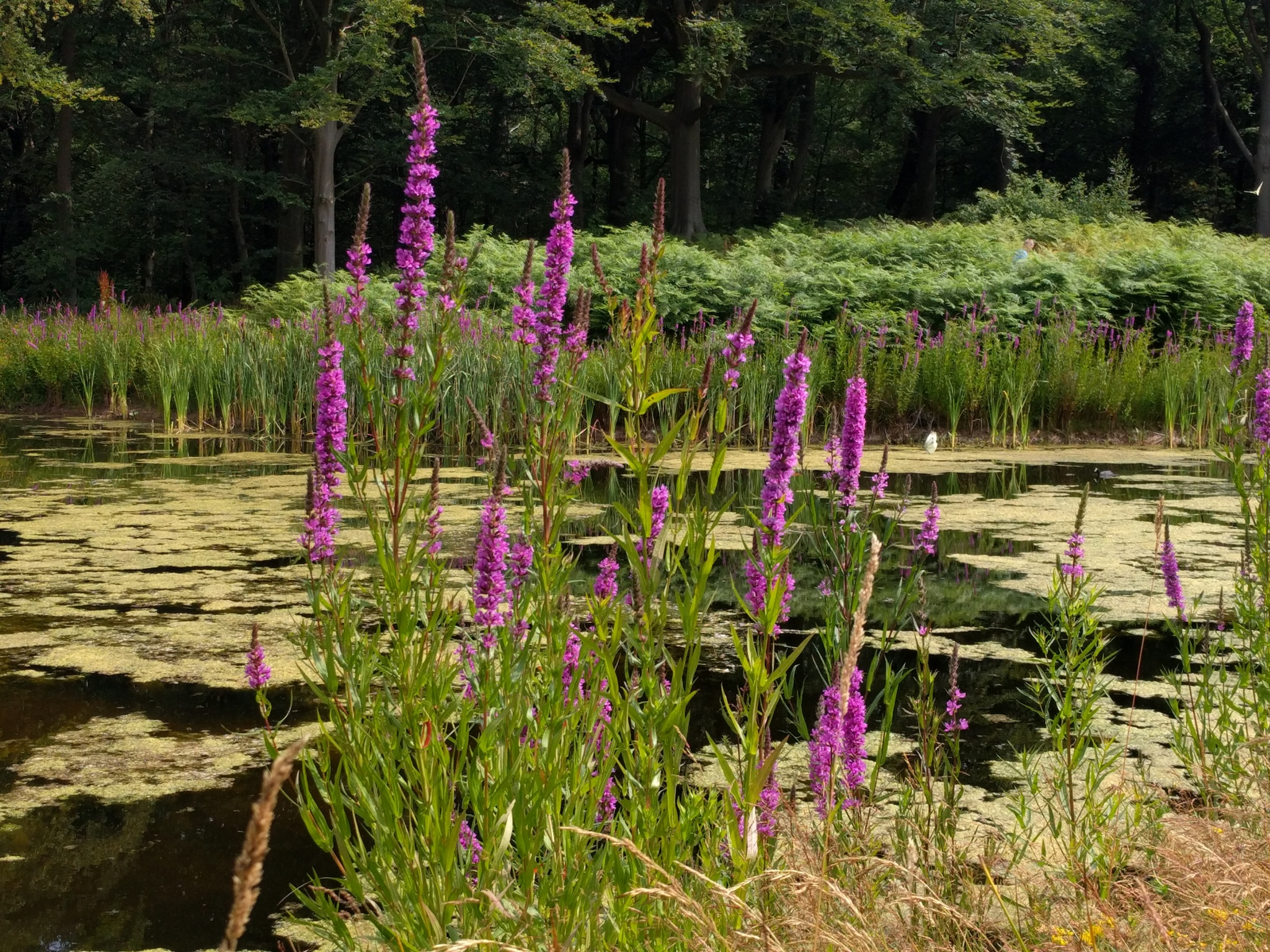
Salicaire poussant en bordure d'un plan d'eau.

Hémicryptophyte ou hélophyte, elle semble assez indifférente à la nature du sol pourvu qu'il ne soit pas trop acide, la salicaire poussant par contre toujours très près de l'eau.

### Distribution
Selon POWO, l’aire de répartition naturelle de cette espèce est l’Eurasie tempérée de l’Espagne, la France jusqu’à la Chine et le Japon (mais elle est absente à l'est du fleuve Ienisseï, et de la Sibérie orientale), ainsi qu'en Afrique NO, Éthiopie. Elle a été transférée en Amérique du Nord, dans quelques régions de l’ouest de l’Amérique du Sud, en Afrique du Sud, régions où elle s’est naturalisée. 
C'est donc une plante eurasiatique qu'on rencontre pratiquement partout en Europe. Elle est présente en Amérique du Nord et en Australie où elle est devenue une plante invasive; elle est classée parmi les espèces les plus invasives au XXIe siècle, notamment en Amérique du Nord,.

## Espèce envahissante
Dans certains pays, la salicaire est considérée comme une espèce invasive des milieux humides en raison de sa capacité à coloniser rapidement des zones perturbées et à entraver la croissance et la régénération des espèces indigènes.

### Conséquences
Cette plante forme des peuplements denses et d'épais tapis racinaires qui peuvent s'étendre sur de vastes superficies qui réduisent la diversité. Elle dégrade l'habitat de beaucoup d'espèces indigènes comme des oiseaux, d'insectes et d'autres plantes et animaux. De grands peuplements de salicaires peuvent boucher les canaux d'irrigation, dégrader les terres agricoles et réduire la qualité du fourrage.

### Mesures d'éradication
Ils intéressent ceux qui veulent mettre en place une lutte biologique contre cette plante là où elle est devenue invasive après avoir été introduite hors de son aire naturelle de répartition. On connaît notamment :
- parmi les papillons : 
  - la  chenille du papillon de nuit : hétérocère phalène du sureau, Ourapteryx sambucaria (Geometridae).
- parmi les coléoptères :
  - Galerucella calmariensis[9] ;
  - Galerucella pusilla[9].

## Utilisations

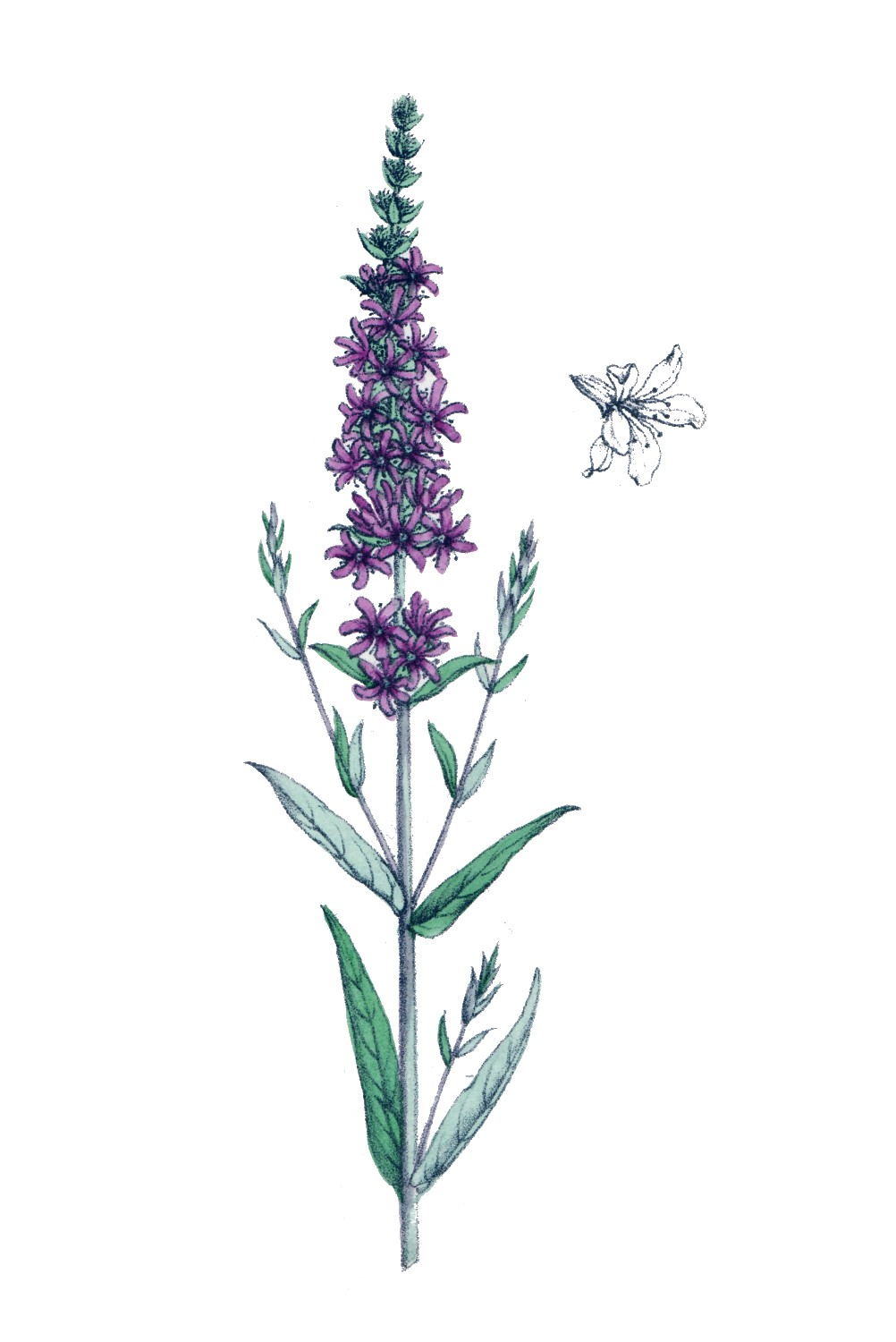
Dessin de Lythrum salicaria par Arnaud Gaillard(1853).

### Utilisation alimentaire
Les feuilles sont comestibles crues ou cuites et ont été consommées en période de disette. La tige et sa pulpe sont comestibles après cuisson.

### Pharmaceutique
Les documents historiques montrent que cette plante a été utilisée par la médecine traditionnelle de l'Antiquité au XXe siècle, réputée contre les affections du tractus gastro-intestinal (principalement la dysenterie et la diarrhée) ainsi que pour les hémorroïdes, différentes affections de la peau (eczéma, varices, etc.) et des muqueuses, sous forme de décoction ou d'extrait liquide, et pour soigner le saignement de gencive. Ce sont surtout les sommités fleuries, parfois les feuilles, récoltées en été, qui sont utilisées en phytothérapie.
Elle présente aussi une activité antitussive.
Puis sa popularité a décliné au cours du XXe siècle car le développement de la chimie permet de passer de la matière médicale au principe actif, du quinquina à la quinine, de la digitale à la digitaline etc. Le remplacement des plantes médicinales au contenu variable, incertain, par des médicaments faciles à prendre et ne contenant que la molécule active, à une dose précise s'est imposé naturellement.
En 2005, une étude a confirmé que des extraits de cette plante étaient actifs contre le champignon phytopathogène Cladosporium cucumerinum et contre plusieurs bactéries pathogènes testées : Staphylococcus aureus, Proteus mirabilis et Micrococcus luteus.
Des triterpénoïdes antifongiques oléanoliques et ursoliques avaient été isolés lors de cette étude :
- L'hexahydroxydiphénoyl ester vescalagine, qui serait le principe actif de l'activité antibactérienne[12] ;
- flavon-C-glucoside[12] ;
- vitexine[12] ;
- isovitexine[12] ;
- orientine[12] ;
- isoorientine[12].

En 2012, une étude avait trouvé (par extraction alcaline à chaud) dans les parties florifères de la plante un conjugué polysaccharide-polyphénolique de poids moléculaire élevé, contenant 74 % de glucides et 17 % de composés phénoliques avec pour les glucides une teneur élevée en GalA (49 %), en Rha (25 %), en Gal (13 %) et en Ara (9 %). Des tests d'activité antitussive ont été faits sur l'animal avec trois doses d'extrait de Lythrum (25, 50 et 75 mg/kg de poids corporel) ; ils ont conclu à une efficacité encore mesurable cinq heures après l'administration, mais moindre que pour la codéine (le plus puissant agent antitussif narcotique disponible). Des tests (à ces différentes doses) de réactivité des muscles lisses des voies aériennes ont montré que cet extrait était dose-dépendant et plus efficace que le salbutamol (bronchodilatateur commercial), participant probablement à l'effet antitussif de l'extrait utilisé pour ces tests.
Les études phytochimiques et ethnopharmacologiques disponibles en 2015 montrent (selon une revue d'études) que cette plante contient des polyphénols (ellagitannins C-glucosidiques et des flavonoïdes C-glucosidiques) ainsi que des hétéropolysaccharides ; ces molécules sont les constituants dominants qui déterminent probablement les effets pharmacologiques observés. Des extraits de la plante et certains composés isolés se sont révélés posséder des activités antidiarrhéiques, antimicrobiennes, antioxydantes, anti-inflammatoires et antidiabétiques mais si ses utilisations traditionnelles sont connues, les modes d'actions sur le tractus gastro-intestinal sont encore mal compris.